# Élections générales de 2024 aux Samoa américaines
Les élections générales de 2024 aux Samoa américaines ont lieu le 5 novembre 2024 afin d'élire le gouverneur et le lieutenant-gouverneur du territoire des Samoa américaines. Ce sont des élections législatives pour désigner les membres à la Chambre des représentants ainsi que le délégué des Samoa américaines au Congrès des États-Unis. Un référendum constitutionnel est aussi organisé le même jour.
L'élection au poste de gouverneur a nécessité un second tour le 19 novembre, aucun candidat n'ayant obtenu la majorité des voix au premier tour. Pula Nikolao Pula est élu nouveau gouverneur et Pulu Ae Ae Jr. lieutenant-gouverneur, après avoir battu le gouverneur et le lieutenant-gouverneur en exercice Lemanu Peleti Mauga et Eleasalo Ale avec une marge de près de 20 points de pourcentage au second tour.

## Élection gouvernorale

### Contexte
Le gouverneur sortant démocrate Lemanu Peleti Mauga se représente pour un second mandat. Son lieutenant-gouverneur Eleasalo Ale se représente également.

### Système électoral
Le gouverneur des Samoa américaines et le lieutenant-gouverneur des Samoa américaines sont élus pour un mandat de quatre ans au scrutin uninominal majoritaire à deux tours. Si aucun candidat ne réunit la majorité absolue au premier tour, un second est organisé entre les deux candidats arrivés en tête, et celui recueillant le plus de voix est déclaré élu.
Le territoire est une démocratie non partisane dans laquelle tous les candidats se présentent sans étiquette, bien que la plupart affichent leur affiliation à des partis nationaux.

### Candidats
- Lemanu Peleti Mauga, gouverneur sortant (Parti démocrate)
  - colistier : Eleasalo Ale, lieutenant-gouverneur sortant
- Pula Nikolao Pula, ancien directeur du bureau des affaires insulaires (Parti républicain)
  - colistier : Pulu Ae Ae Jr., ancien faipule du comté de Ma'opūtasi

### Résultats
| Candidat et colistier | Candidat et colistier                             | Parti             | 1er tour | 1er tour | 2e tour | 2e tour |
| Candidat et colistier | Candidat et colistier                             | Parti             | Voix     | %        | Voix    | %       |
| --------------------- | ------------------------------------------------- | ----------------- | -------- | -------- | ------- | ------- |
|                       | Pula Nikolao Pula Pulu Ae Ae Jr.                  | Parti républicain | 4 284    | 42.36 %  | 5 846   | 59.83 % |
|                       | Lemanu Peleti Mauga Eleasalo Ale                  | Parti démocrate   | 3 660    | 36.19 %  | 3 925   | 40.17 % |
|                       | Vaitautolu Talia Iaulualo Maefau Dr Mary Taufetee | Indépendant       | 2 169    | 21.45 %  | NC      | NC      |
|                       |                                                   |                   |          |          |         |         |
| Total                 | Total                                             | Total             | 10 113   | 100      | 9 771   | 100     |

## Élections législatives
Vingt sièges de la Chambre des représentants sont en jeu pour une réélection.
Dix-sept sortant ont été réélus, quatre ayant perdu leur siège. Les représentants nouvellement élus sont en gras.
| District            | Députés élus                                                |
| ------------------- | ----------------------------------------------------------- |
| n°1 – Manuʻa        | Fetui Fetu Jr. Vala Porotesano Liusamoa                     |
| n°2 – Manuʻa        | Tiaoalii Fauagiga T. Sai                                    |
| n°3 –Vaifanua       | Shaun Onosai Vaa                                            |
| n°4 – Saole         | Va'asa Simanu                                               |
| n°5 – Sua #1        | Luaitaua Gene Pan                                           |
| n°6 – Sua #2        | Avagafono Tuavao Vaimaga Maiava                             |
| n°7 – Maoputasi #1  | Vailoata Eteuati Amituana'i                                 |
| n°8 – Maoputasi #2  | Malaeoletalu Melesio Gurr                                   |
| n°9 – Maoputasi #3  | Trudge Gasetotolemasina Ledoux-Sunia                        |
| n°10 – Maoputasi #4 | Tapai Alailepule Ben Vaivao                                 |
| n°11 – Maoputasi #5 | Faimealelei Anthony Fu'e Allen                              |
| n°12 – Ituau        | Manumaua Wayne Wilson Sauasetoa Tautoloitua Soliai Ho Ching |
| n°13 – Fofo         | Fiu John Saelua                                             |
| n°14 – Alataua      | Savali Talavou Ale                                          |
| n°15 Tualauta       | Larry S. Sanitoa Ben Vaomu Sauvao                           |
| n°16 – Tualautai    | Manavaalofa Tutuila Manase                                  |
| n°17 – Leasina      | Ape Mike Asifoa                                             |

Le délégué des Swains, Su’a Alexander Jennings, a lui était reconduit fin septembre pour 11e mandat.

## Élection du délégué
Amata Coleman Radewagen est reconduite comme Délégué des Samoa américaines sans droit de vote auprès de la Chambre des représentants des États-Unis avec 74,68 % des votes

## Référendum constitutionnel
En vertu de la Constitution actuelle des Samoa américaines, le Secrétaire à l'Intérieur des États-Unis a le pouvoir de passer outre au veto du gouverneur.
Un amendement constitutionnel est soumis au vote par référendum pour donner au Fono le pouvoir de passer outre au veto du gouverneur sur une loi.
Les électeurs ont rejeté l'amendement avec 57,7 % des votes exprimés contre la modification du processus de veto.